# Streckensaum
Als Streckensaum bezeichnet man im Bergbau unter Tage die seitliche Begrenzung einer Abbaustrecke. Die seitliche Begrenzung erfolgt zum Flöz und zum Alten Mann hin. Aufgrund des Gebirgsdrucks ist der Streckensaum in Abbaustrecken häufig eine Schwächezone, die mittels geeigneter Maßnahmen wie dem Saumversatz unterstützt werden muss. Diese als Saumsicherung bezeichneten Maßnahmen werden angewendet, um den Streckensaum gegen den Alten Mann abzusichern.

## Saumversatz
Als Saumversatz werden in Abbaustrecken als Maßnahmen Holzkästen, Bergekästen oder Mörtelkästen hinter dem Streb verwendet. Beim Holzkasten wird Grubenholz, entweder Kanthölzer oder Bahnschwellen, mit Überkreuzlage zu einem hohlen Kasten zusammengesetzt. Der Holzkasten wird zwischen Hangendem und Liegenden eingebaut. Werden mehrere Schwellen nebeneinander gelegt, sodass der Holzkasten nicht hohl, sondern dicht ist, spricht der Bergmann von einem Holzpfeiler. Bei einem Bergekasten wird eine Konstruktion aus Kanthölzern oder Bahnschwellen in Form eines Gevierts zu einem Kasten zusammengebaut, der vom Liegenden bis zum Hangenden reicht. Der Zwischenraum wird mit Bergebrocken aufgefüllt. Bei einem Mörtelkasten wird ein Kasten aus Kanthölzern von innen mit Tüchern abgedichtet und mit Mörtel, Anhydrit oder Blitzdämmer verfüllt. Eine weitere Möglichkeit zur Saumsicherung sind sogenannte Streckenbegleitdämme. Eine Maßnahme zur Verhinderung von Wasseraustritten in die Strecke, beim sogenannten Langfronttränken, ist die Streckensaumverfestigung mittels Magnesia-Binder.